# 棒穗薹草
棒穗薹草（学名：Carex ledebouriana）是莎草科薹草属的植物。分布在俄罗斯、蒙古北部以及中国大陆的新疆等地，生长于海拔2,400米的地区，见于沼泽草甸及山坡湿处，目前尚未由人工引种栽培。